# 恐竜たちの大移動 〜スカーとパッチの物語〜
『恐竜たちの大移動 〜スカーとパッチの物語〜』（原題：March of the Dinosaurs）とは、NHKEテレ番組地球ドラマチック内で放送されたイギリスの恐竜の物語である。
日本では前編が2011年10月15日、後編が2011年10月22日に放送された。DVDのタイトルは『恐竜たちの大移動 〜MARCH OF THE DINOSAURS〜』になっている。
古生物学監修は国立科学博物館の冨田幸光。

## 内容
7000万年前の北極に生息するエドモントサウルスのスカーは、夏すなわち白夜の期間に生まれ、夜を体験したことがなかった。だんだんと終わりに近づいていく夏、スカー達エドモントサウルスは、南に向かって1600kmに及ぶ旅を始める。一方北極では、トロオドンの子供パッチが、寒さ、空腹、天敵という大きな壁と戦っていた。二頭の恐竜は、無事生き延びることができるのか。

## 登場生物

### 主人公
スカー
エドモントサウルスの幼体。白夜の期間に生まれたため、夜を体験したことがなかった。はじめての夜では、ティラノサウルス科の肉食恐竜、ゴルゴサウルスに襲われ、名前の由来となった傷跡ができた。
大移動のさなか、アルバートサウルスに襲われ、群れとはぐれてしまったため、パキリノサウルスの群れと共に行動する。
パッチ
小型の肉食恐竜、トロオドンの子供。北極で寒さ、空腹、天敵と戦いながら、結婚相手を見つけ子孫を残そうとする。オス。

### その他
エドモントサウルス
スカーの種族。毎年冬になると南に向かって1600kmの大移動を行う。エドモントサウルスは肉食動物に対抗するすべがないので、肉食動物の格好の餌食となり、毎年肉食動物の腹を満たしている。
相棒
移動の途中で倒れこんだスカーを励ました長寿のエドモントサウルス。20回以上大移動を経験しているベテランだが、脳の病気に犯されており、しばしば行動に異常な点が見られ、スカーに攻撃したこともあった。追ってきたアルバートサウルスに抵抗するうち、共に崖から転落して死亡。
トロオドン
小型の肉食恐竜。エドモントサウルスとは違い、南への大移動は行わない。
ゴルゴサウルス
北極圏に生息するティラノサウルス科の肉食恐竜。トロオドンに脚をかまれるが、そのトロオドンを瞬殺する。しかしその脚が化膿し、治るまで狩りは断念せざるを得なくなった。
脚が治って再び狩りを始めるが、エドモントニアに脚をトゲで刺され、より致命的な傷を負った。その後、その傷がもとで死亡。死体はパッチのエサとなった。
エドモントニア
鎧竜の一種。動きにくい体をしているため、南への大移動は行わない。枯れ木やその中にいる甲虫の幼虫を食べる。
ちょっとした事故でひっくり返り、そのすきを突かれてトロオドンによる襲撃を受ける。その後ゴルゴサウルスに襲われるが、引きずられる時に起き上がる事に成功し、形勢は逆転。ゴルゴサウルスをトゲで突き、それがもとでゴルゴサウルスは死亡した。
地球ドラマチックで初めて放送した際は「アンキロサウルスの仲間の鎧竜」と呼ばれていたが、その外見から（尾の形状が異なる等。）正しくはエドモントニアであると思われる（iPadのアプリではエドモントニアとして紹介された）。
パキリノサウルス
セントロサウルス亜科の植物食恐竜。木に体当たりをし、落ちてきた木の葉や昆虫を食べるというユニークな食事の仕方をする。エドモントサウルスのライバル。
パキリノサウルスも南へ大移動を行うが、エドモントサウルスとの植物を巡っての争いが起こる。一対一の場合エドモントサウルスが不利。
アルバートサウルス
ゴルゴサウルスよりも巨大なティラノサウルス科の肉食恐竜。巨体に合わず、敏捷な動きをする。ロッキー山脈のふもとで毎年エドモントサウルスを狙う。
一頭がスカーを狙っているうちに濁流にのまれたが、まだ生きており、崖の近くでスカーたちを襲う。スカーの相棒に噛みつくが、脚を踏み外して共に崖から転落して死亡。
ケツァルコアトルス
最大の翼竜。大移動で発生した死骸を食べるスカベンジャー。そのためスカーに追い払われるほど戦闘力は低い。しかし、少しでも休めばすぐに襲い掛かってくる。
プログナトドン
肉食の水生爬虫類。パキリノサウルスなどの恐竜を水中に引きずり込んで捕食する。

## キャスト
- 渡辺徹（日本語版ナレーター）※声のみ